# 董含
董含（1624年—？），字閬石，號榕庵，晚号莼乡赘客，江蘇金山衛人，明清時期文人。

## 生平
生于明天启四年（1624年），清順治十八年（1661年）辛丑科进士中式，不久，因江南奏销案革去舉人，遂终生不仕。與弟董俞合稱“二董”。與王渔洋友好。卒年無考，康熙三十六年尚在世。

## 著作
著有《安蔬堂集》、《艺葵集》等。

## 家族
祖父董其昌。